# Dëshira Subashi
Dëshira Subashi (ur. 1 lutego 1951 w Tiranie) – albańska sędzia, członkini Socjalistycznej Partii Albanii.

## Życiorys
Pracowała w Sądzie Apelacyjnym w Tiranie. W 2000 roku bezskutecznie kandydowała na członkinię Centralnej Komisji Wyborczej; po trzech latach ponowiła swoją kandydaturę, która została przyjęta. Pełniła funkcję wiceprzewodniczącej tego organu.
W 2014 roku złożyła pozew do sądu administracyjnego w Tiranie w sprawie zwolnienia jej z pracy sędzi w Sądzie Apelacyjnym w Tiranie; po trzech latach wygrała proces oraz przyznano jej równowartość 37 średnich miesięcznych pensji.